# Nomogen-formatie
De Nomogen-formatie is een geologische formatie in de Volksrepubliek China die afzettingen uit het Paleoceen en Eoceen omvat.

## Locatie
De Nomogen-formatie bevindt zich in het Erlian-bekken in de noordelijke Chinese regio Binnen-Mongolië. In het Erlian-bekken liggen meerdere gesteentelagen uit het Paleogeen. De Nomogen-formatie onderligt de Arshanto-formatie.

## Ouderdom
De Nomogen-formatie omvat afzettingen uit het Laat-Paleoceen (Bayan Ulan Beds) en het Vroeg-Eoceen (Gomphos Beds). 

## Fossiele vondsten
Het fossielenbestand van de Bayan Ulan Beds van de Nomogen-formatie bestaat uit multituberculaten, diverse groepen kleine zoogdieren zoals spitsmuizen en soorten uit de Glires, Palaeoryctidae en Arctostylopidae, plesiadapiformen behorend tot de Carpolestidae, pantodonten, de grote herbivoor Prodinoceras, de carnivore hoefdieren Dissacus, Pachyaena en Hapalodectes uit de Mesonychia, de roofdierachtige Viverravus en de hyaenodont Prolimnocyon. 
In de Gomphos Beds zijn fossielen gevonden van kleine zoogdieren behorend tot de Glires en Arctostylopidae, primaatachtigen behorend tot de Omomyidae, de grote herbivoor Uintatherium, onevenhoevigen en Dissacus.